# Kajetanów (powiat puławski)
Kajetanów (dawn. Kajetanów-Łęka) – wieś w Polsce położona w województwie lubelskim, w powiecie puławskim, w gminie Puławy.
W latach 1975–1998 miejscowość należała administracyjnie do województwa lubelskiego.
Wieś stanowi sołectwo gminy Puławy. Według Narodowego Spisu Powszechnego z roku 2011 wieś liczyła 220 mieszkańców.
Wierni Kościoła rzymskokatolickiego należą do parafii św. Wojciecha w Górze Puławskiej lub do parafii św. Józefa Oblubieńca w Zarzeczu.